# Dolno Konjare
Dolno Konjare (makedonska: Долно Коњаре) är en ort i Nordmakedonien. Den ligger i kommunen Petrovec, i den centrala delen av landet, 24 kilometer öster om huvudstaden Skopje. Dolno Konjare ligger 249 meter över havet och antalet invånare är 656.